# Nieketonowa hiperglicynemia
Nieketonowa hiperglicynemia (encefalopatia glicynowa, ang. nonketotic hyperglycinemia) – rzadka choroba neurometaboliczna dziedziczona autosomalnie recesywnie charakteryzująca się odkładaniem znacznej ilości glicyny w tkankach ciała, a szczególnie w ośrodkowym układzie nerwowym, co wynika z nieprawidłowego działania dekarboksylazy glicyny. Objawy to niepełnosprawność intelektualna, padaczka, spastyczność i obniżone napięcie mięśniowe. Powodują ją mutacje w genach GCSP (locus 9p22), GCSH (16q24) i GCST (3p21.2-p21.1). Większość pacjentów umiera w okresie noworodkowym lub niemowlęcym.